# جبل رأس البوم

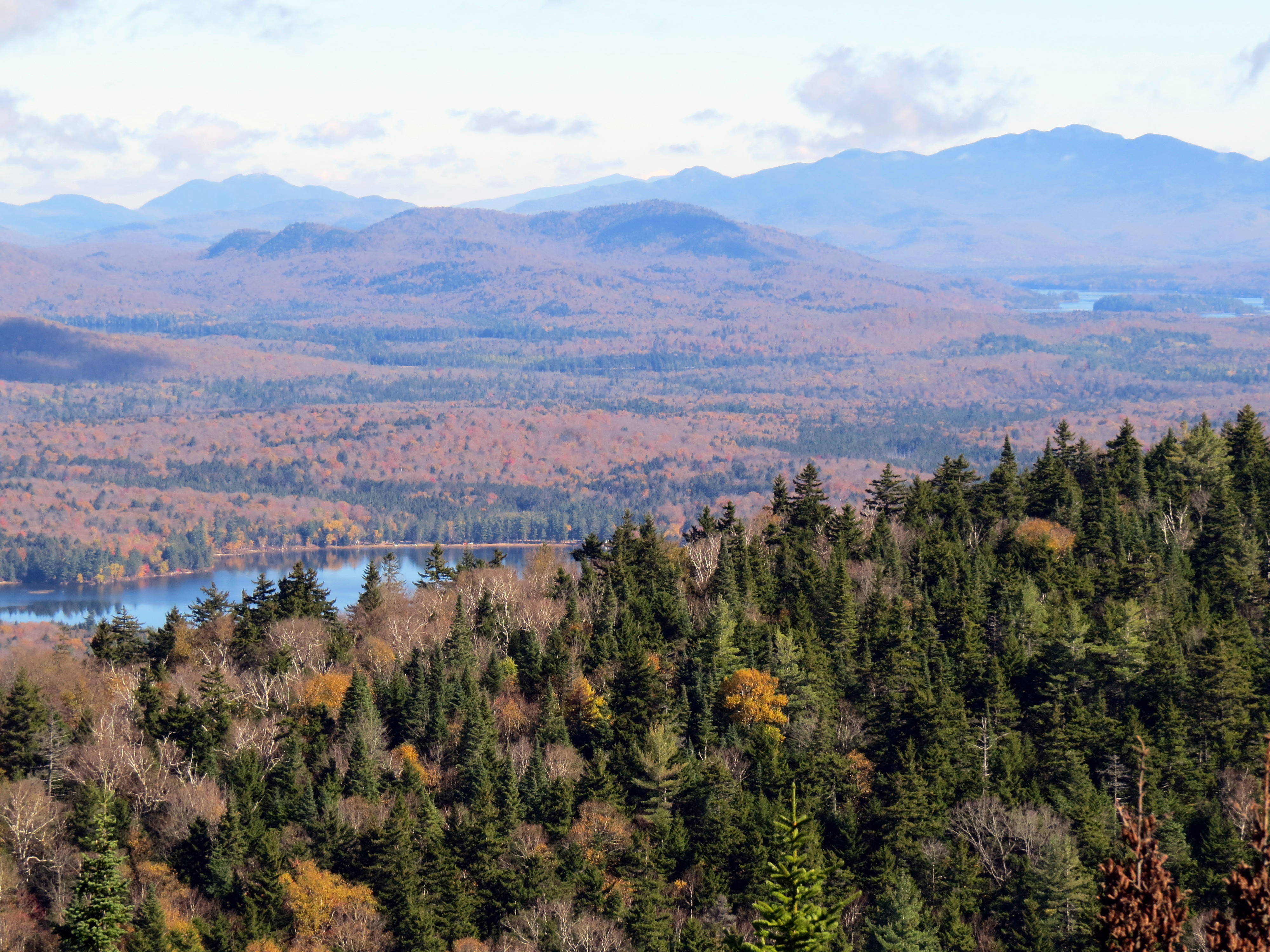
المنظر من برج حريق جبل Owls Head

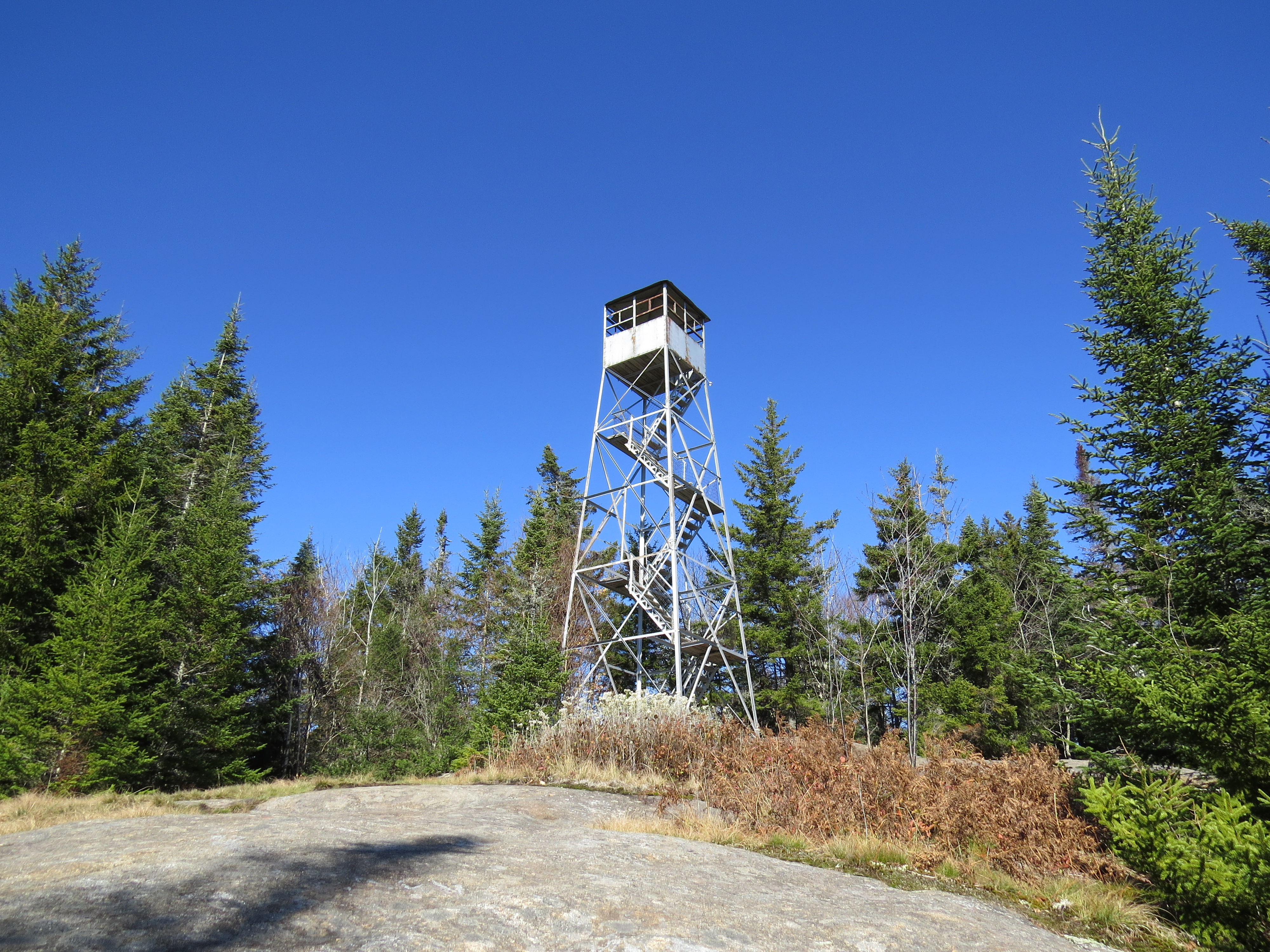
برج النار على جبل Owls Head ، لونج ليك ، نيويورك

جبل رأس البوم، يبلغ ارتفاعه 2,812 قدم (857 م)، ويقع الجبل في لونج ليك،نيويورك في حديقة آديرونداك.
يمكن تسلقه من ممر على طريق النهاية، مقابل طريق نيويورك 30،شمال قرية لونج لينك مباشرة.يوفر الممر 3.2 ميل (5.1 كـم)صعودًا بارتفاع 1,200 قدم (370 م)درب جانبي يؤدي إلى بحيرة إيتون.يشمل المنظر من القمة 14 ميل (23 كـم) لونغ ليك، جزء من نهر راكيت. 30 قدم (9.1 م) يوفر برج النار الفولاذي الهوائي رؤية 360 درجة لمنطقة
آديرونداكس المركزية ومنطقة آديرونداك هاي بيكس؛ تشمل القمم القريبة جبل كيمبشال على شاطئ لونج لينك وأبراج النار في جبل ازرق وجبل وكلي وجبل مثلج وجبل جودنو وجبل العرب. يمر الممر المؤدي إلى القمة أساس مقصورة مراقب النار القديم.

## روابط خارجية
- مؤتمر القمة
- ساراناك ليك.كوم